# Hôpital luthérien de Kiev
L'hôpital luthérien est un centre hospitalier situé à Kiev.
Il est nommé en l'honneur de O.O. Bogomolets et il se situe dans des bâtiments classés au registre national des monuments d'Ukraine au N°9 de la rue Vynnychenko.

## Histoire
En 1913 la communauté luthérienne de Kiev lève des fonds pour créer un hôpital.

### En images

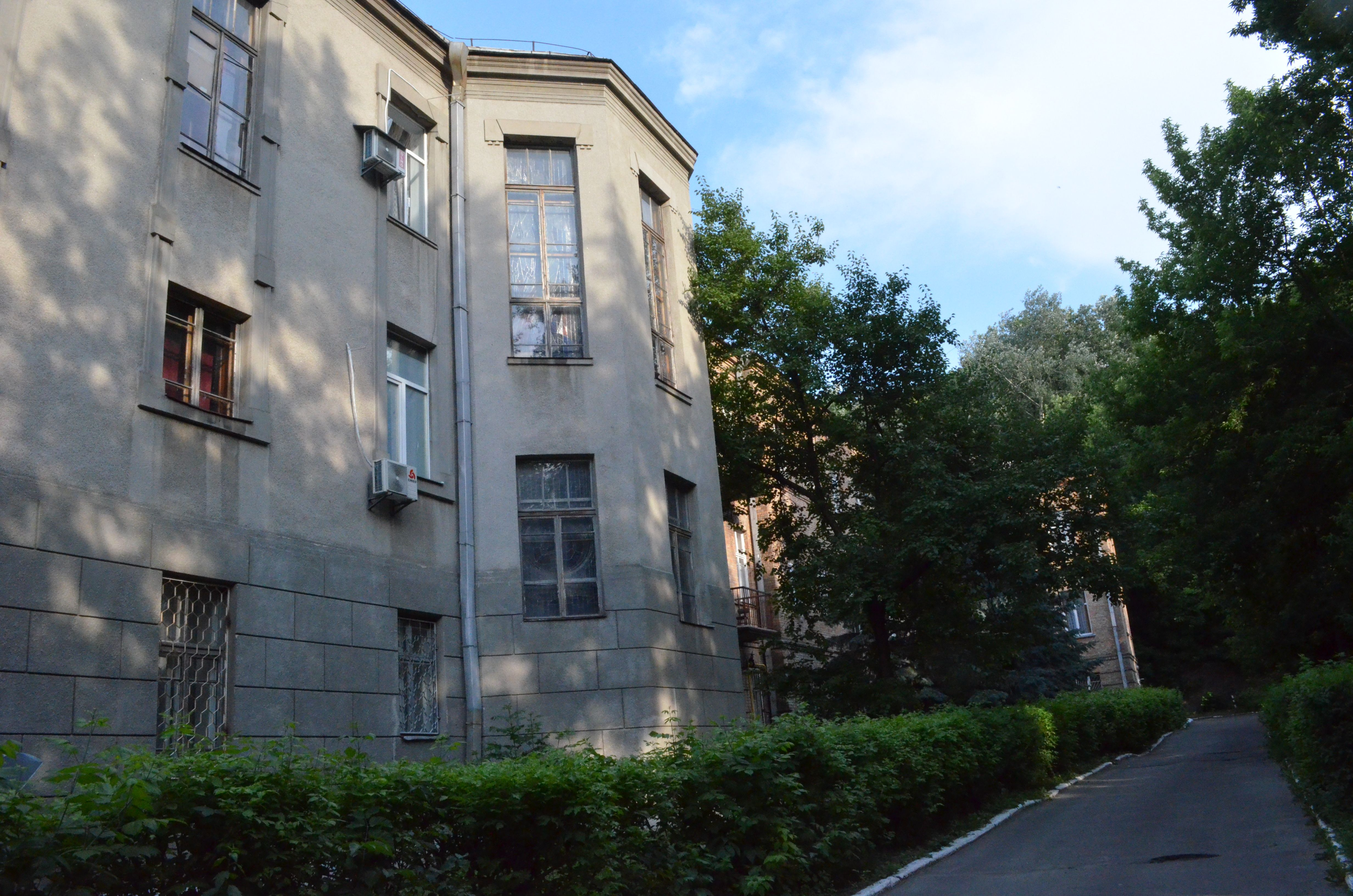
aile actuellement.